# Tv.nu
Tv.nu (i marknadsföring skrivet tv.nu) är en svensk tv-guide som startade 1999 och ingår i Schibsted-koncernen. Den har med åren utökats med en streamning-guide.

## Historik
Webbplatsen grundades 1999 av Thomas Meivert och drevs av företaget Quality Unlimited, baserat i Umeå och Trollhättan. I maj 2007 flyttades TV.nu till ett eget bolag, TVNU Sweden AB.
I juli 2007 köptes aktiemajoriteten i bolaget, 51 procent, av Schibsted tillsammans med Aftonbladet och Svenska Dagbladet. Köpet gjordes under en period när svenska mediehus satsade på särskilda webbplatser för TV-tablåer.
De tidigare ägarna, Meivert och Jens Johansson, behöll en minoritetspost på 49 procent fram till 2010 när Schibsted Tillväxtmedier tog över hela ägandet.